# Gedenkraam in het gemeentehuis (Sellingen)
Het gedenkraam in het gemeentehuis is een oorlogsmonument in de Nederlandse plaats Sellingen, in de provincie Groningen.

## Achtergrond
In september 1954 werd in Sellingen het deels nieuwe en deels verbouwde gemeentehuis van Vlagtwedde in gebruik genomen. Ter gelegenheid daarvan sprak burgemeester Hendrik Waalkens tijdens een bijzondere raadsvergadering een rede uit. Door de heer H. Laarman, voorzitter van de Stichting Monumenten Oorlogsslachtoffers, werd in de vergadering een glas-in-loodraam aangeboden, gemaakt door Jentsje Popma. Het herinnert aan het verzet en de omgekomen verzetsstrijders in de gemeente. De gemeente Vlagtwedde ging in 2018 op in de gemeente Westerwolde.

## Beschrijving
Het gedenkraam toont een vrouwenfiguur, staande voor een uitlopende boomstronk, met twee witte duiven. Aan haar voeten liggen de Duitse adelaar en de Duitse vlag met hakenkruis. Boven haar hoofd luidt het opschrift: 

1940 - 45 AAN HEN DIE VOOR DE VRIJHEID VIELEN